# U-Bahn-Station Donaustadtbrücke
Die Station Donaustadtbrücke der U-Bahn-Linie U2 im 22. Wiener Gemeindebezirk Donaustadt wurde in Hochlage errichtet. Sie befindet sich am linken Donauufer über der Donauufer Autobahn. Namensgeber ist die gleichnamige Brücke. In der Planungsphase wurde der Arbeitstitel "Seestern" für die Station benutzt.

## Gebäude
Die Station wurde am 2. Oktober 2010 mit der Eröffnung des dritten Teilstücks der U2 zwischen Stadion und Aspernstraße ihrer Bestimmung übergeben.

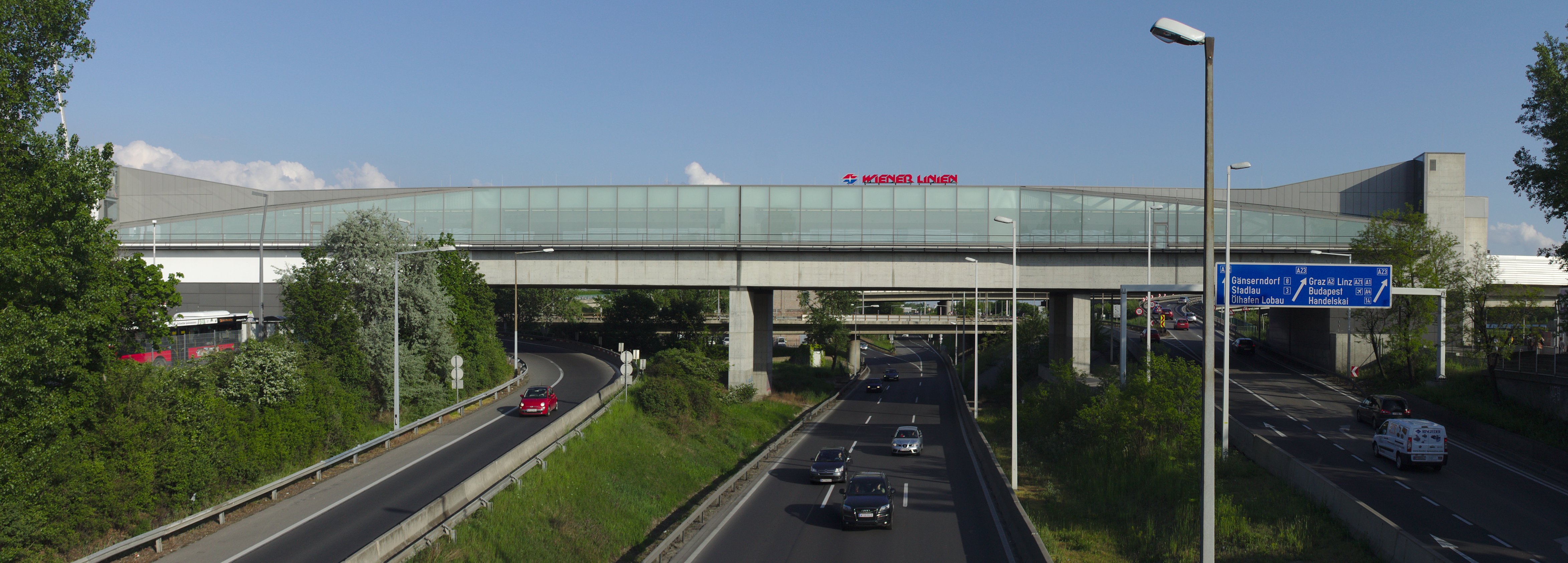
Die U-Bahn-Station befindet sich direkt über der Donauufer Autobahn.

Sie ist zweigleisig und verfügt über je einen Seitenbahnsteig. Ein Ausgang führt zur Neuen Donau, der zweite Zugang führt zum Straßenzug Am Kaisermühlendamm, wo sich auch eine Park-and-ride-Anlage befindet. In unmittelbarer Nähe zur Station befindet sich der Autobahnknoten Kaisermühlen zwischen der Donauufer Autobahn (A22) und der Autobahn Südosttangente Wien (A23).
Nach der Eröffnung der Station Donaustadtbrücke sank die Fahrgastfrequenz der nahegelegenen S-Bahn-Station Lobau deutlich, weshalb diese im Dezember 2014 aufgelassen wurde.

### Ausgestaltung
Im Jahr 2013 bemalte der Portugiese Pedro Cabrita Reis einen Teil der Wand des Nordteils mit orangeroter und weißer Betonfarbe und brachte einen ca. 10 Meter hohen Leuchtstab an der Station an. Eine vergleichbare Färbelung wurde auch an der benachbarten Station Donaumarina angebracht. Nach Selbsteinschätzung des Künstlers stelle dies „eine ideelle Querung der Donau, gleichsam einen zweiten, künstlerischen Brückenschlag“ dar.

## Bilder

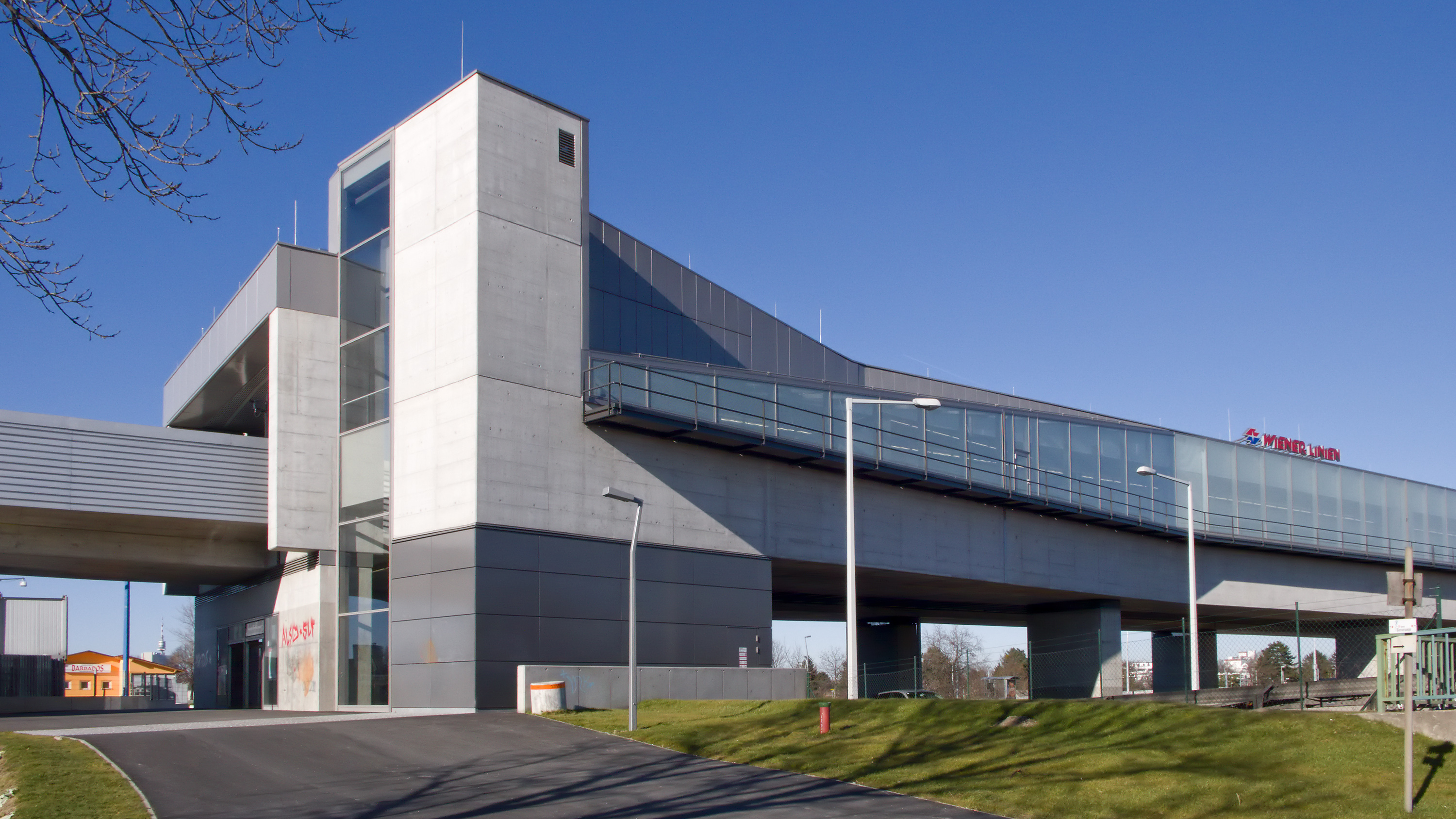
Aufnahmegebäude, Südteil
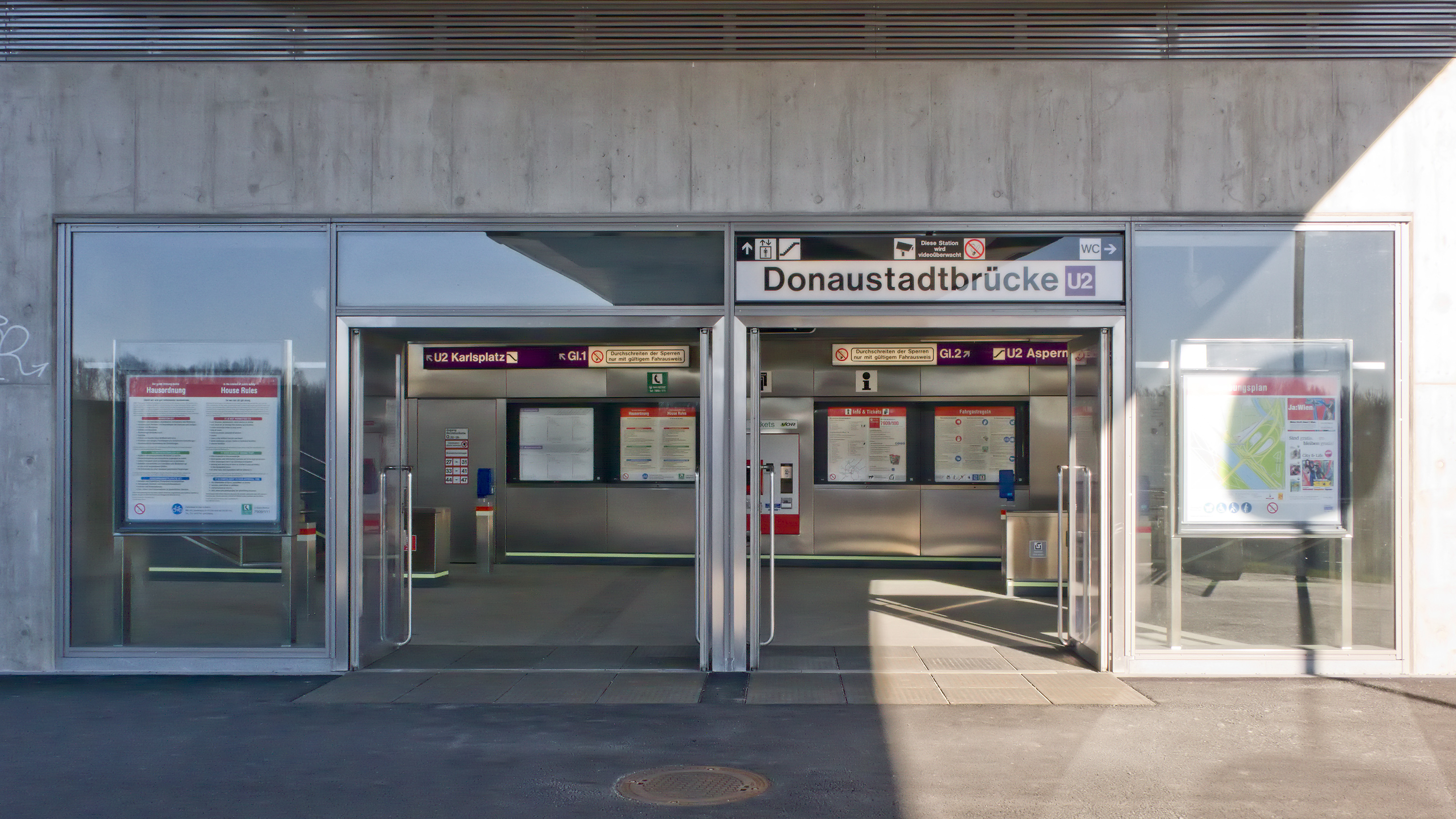
Südteil, Eingang Neue Donau
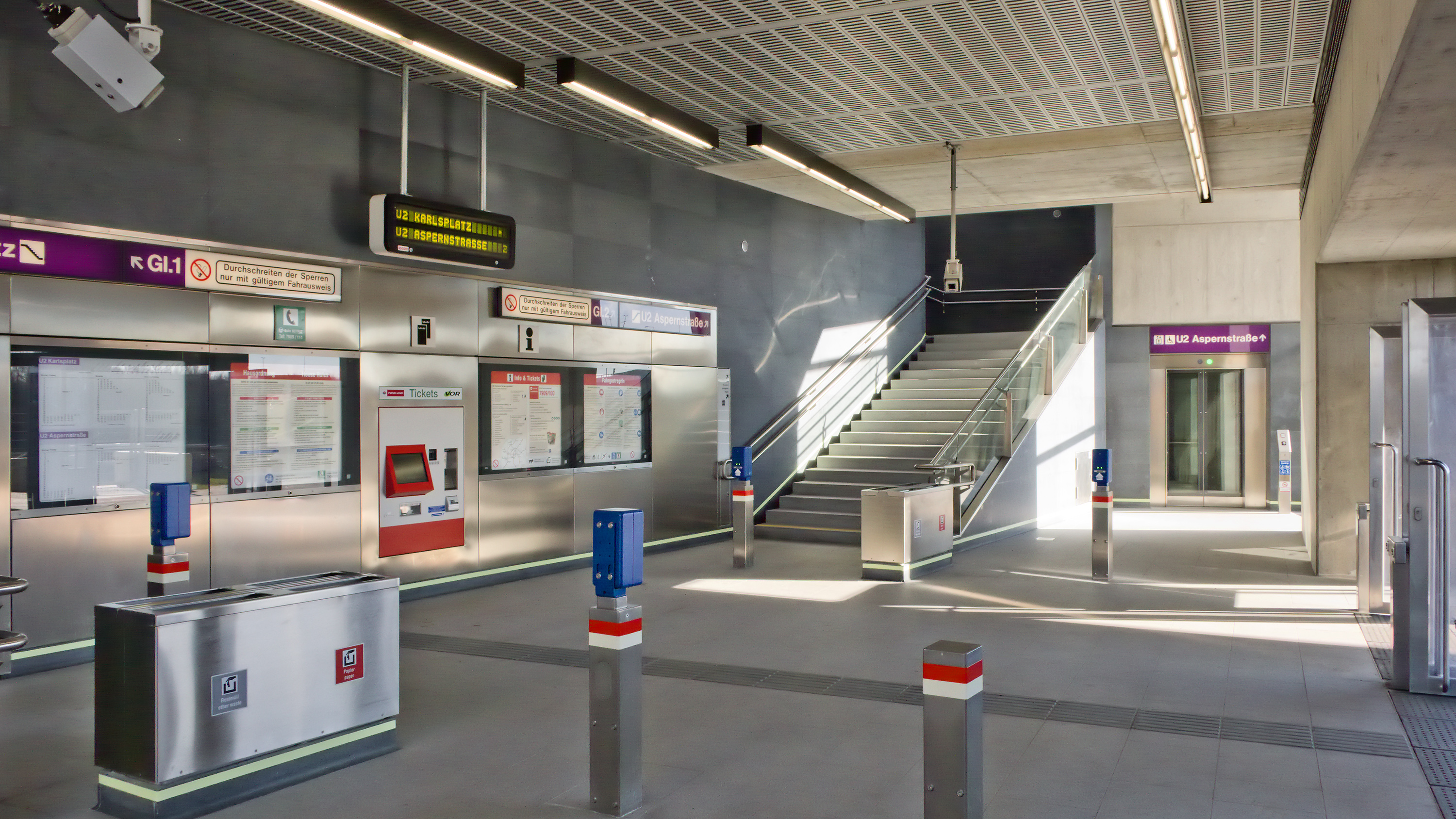
Südteil, Innenansicht
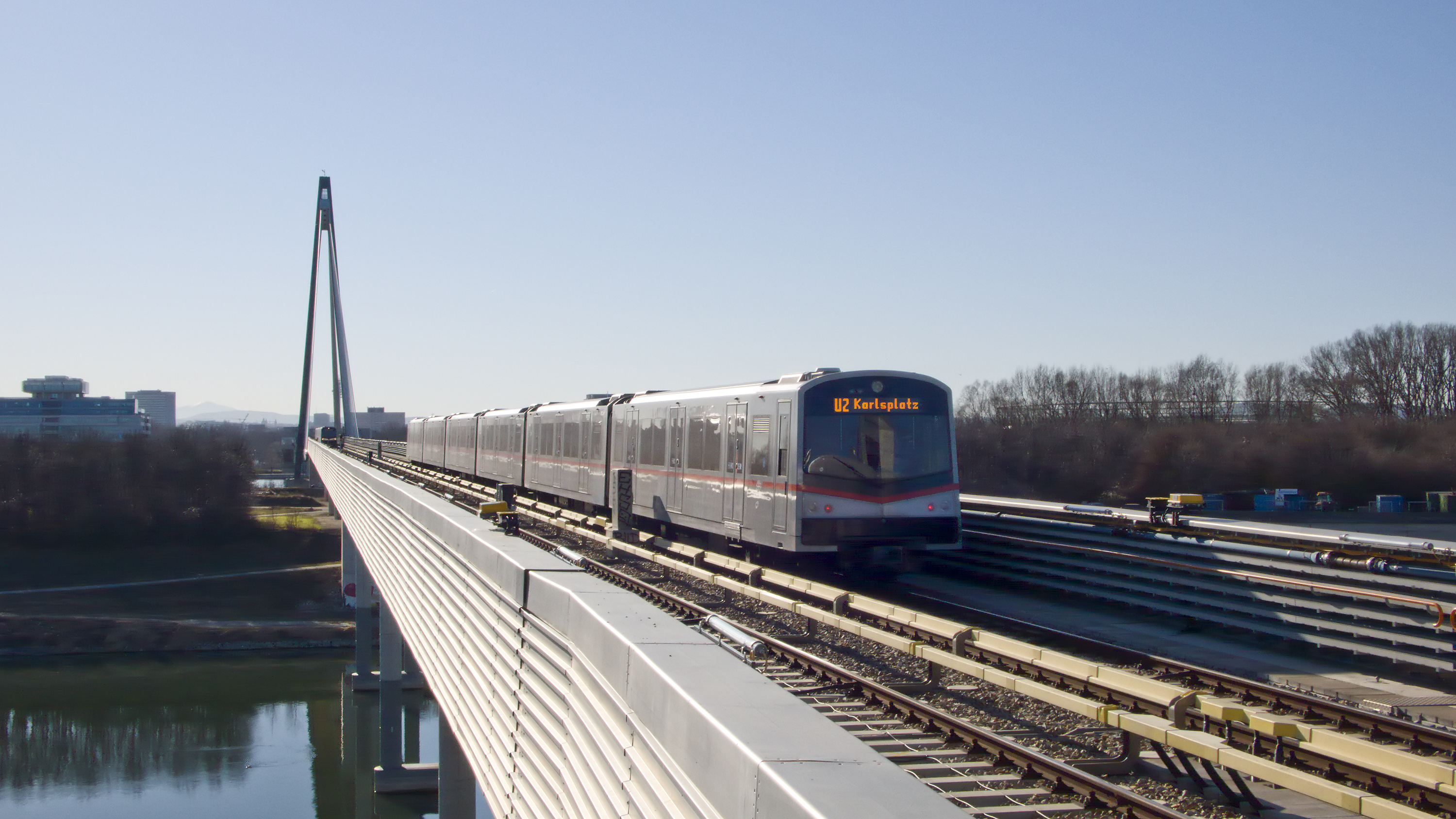
Die Donaustadtbrücke südlich der Station
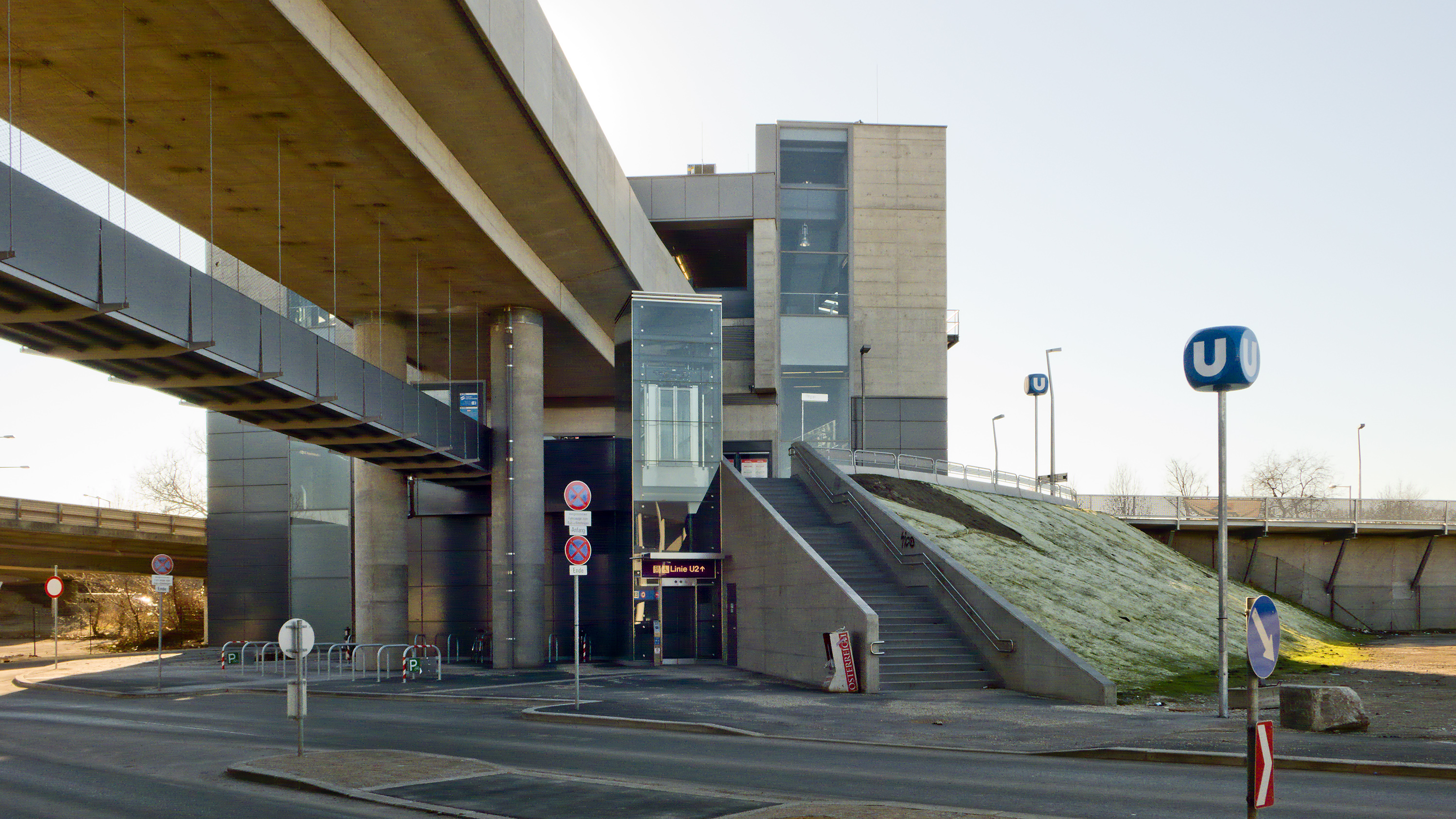
Aufnahmegebäude, Nordteil
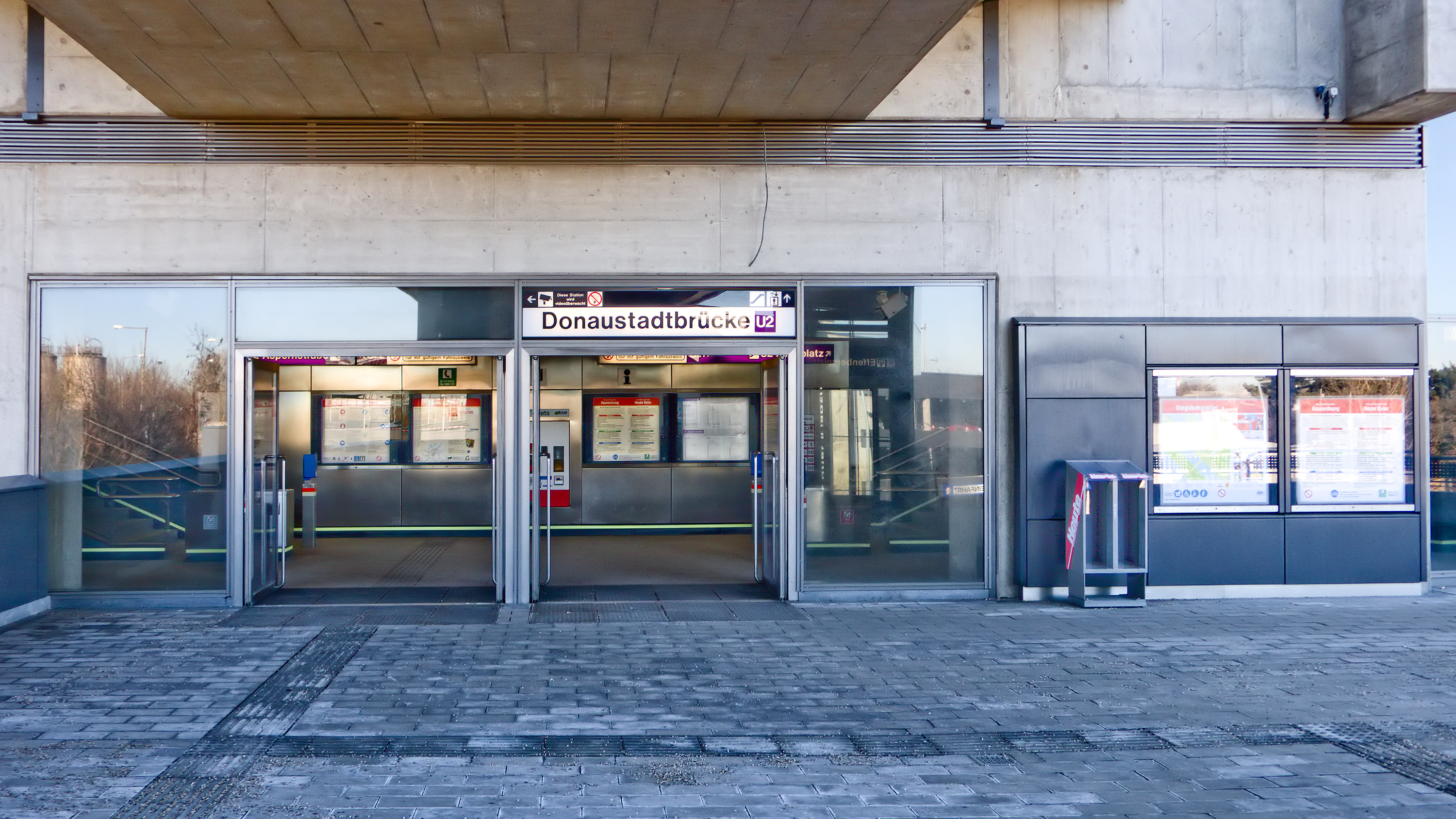
Nordteil, Eingang Effenbergplatz
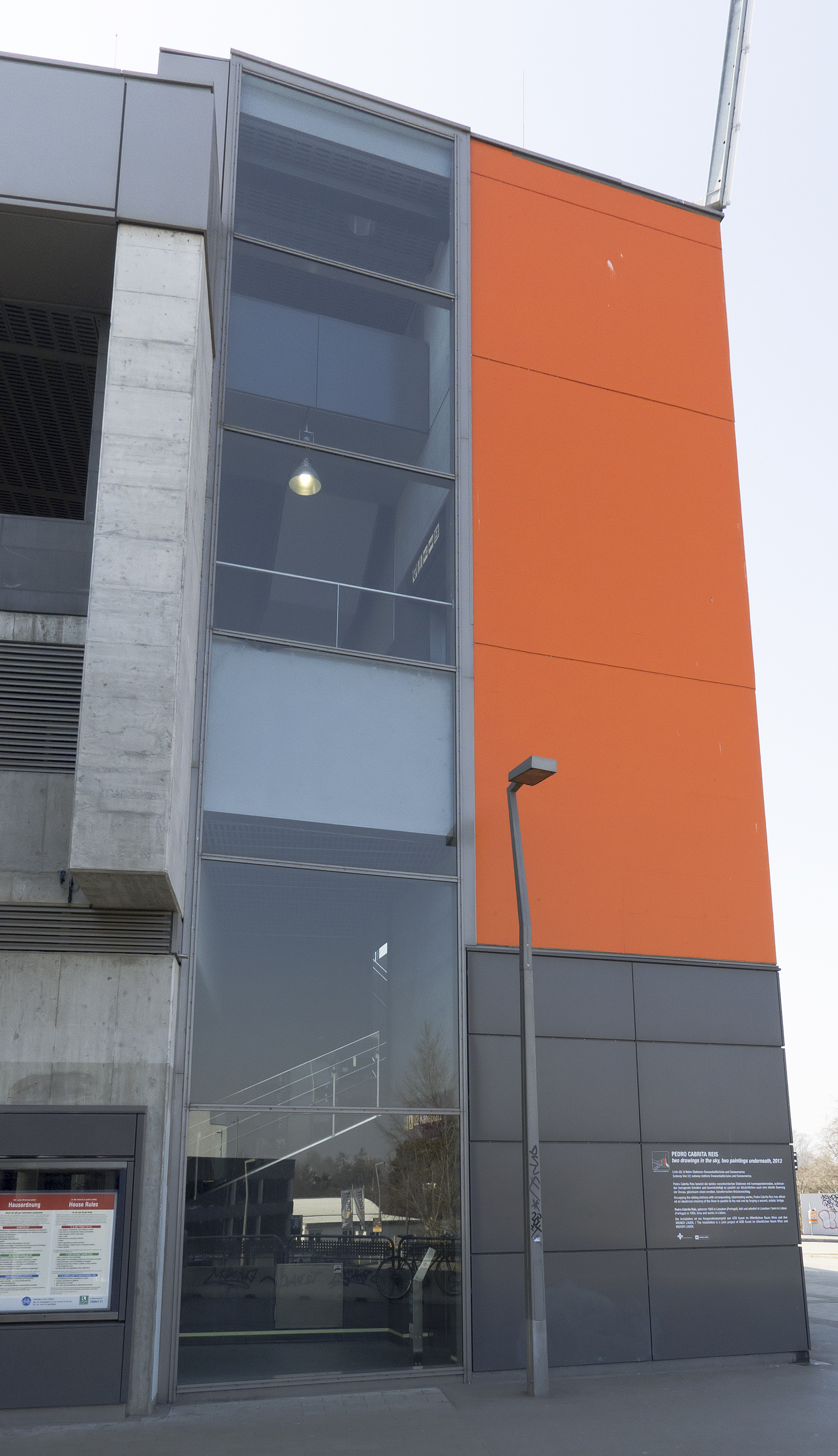
Färbelung der Wand 2013
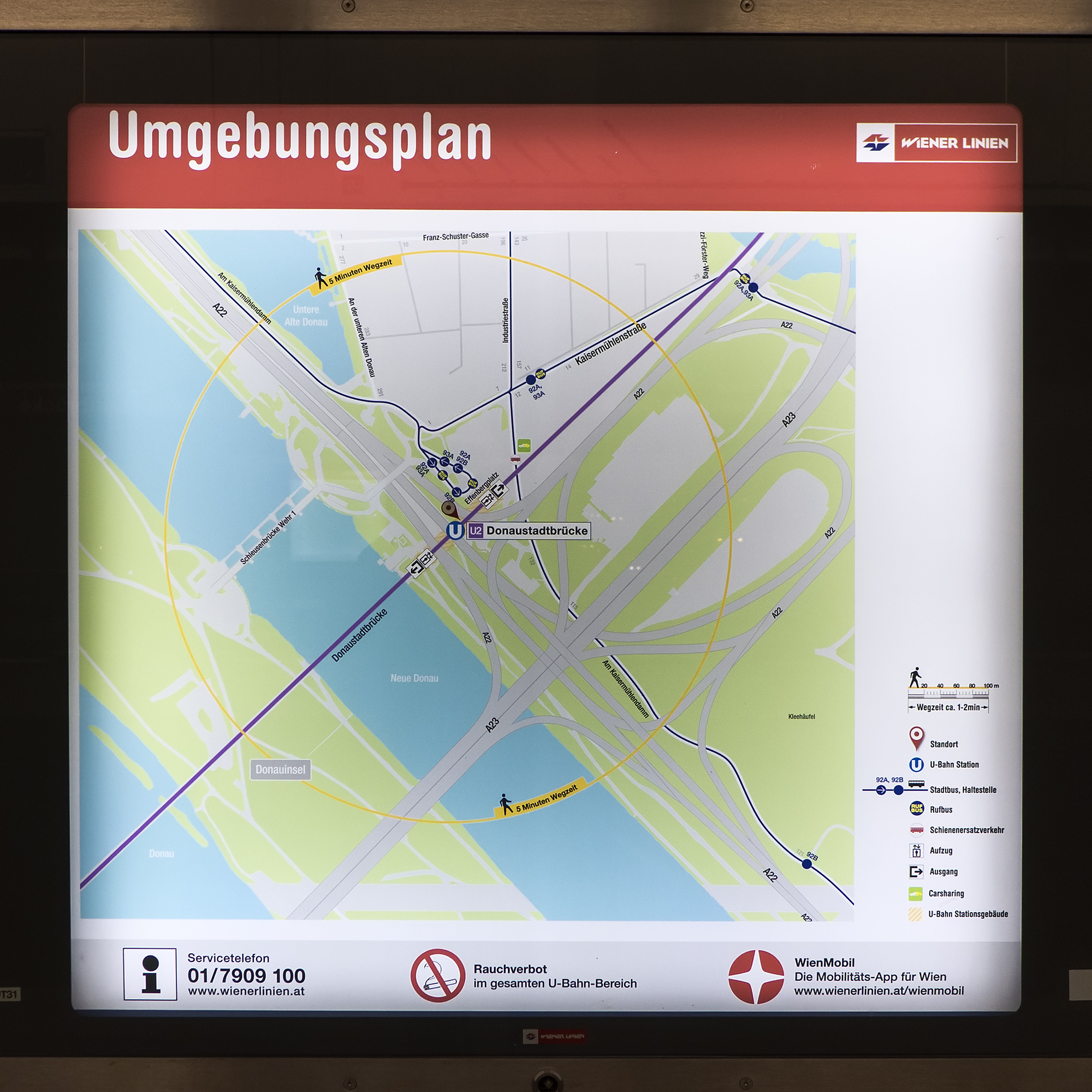
Umgebungsplan